# Невский мемориал «Журавли»
Невский мемориал «Журавли» — мемориальный комплекс памяти павших героев Великой Отечественной войны в Санкт-Петербурге. Находится в Невском районе, на пересечении Дальневосточного проспекта с улицей Новосёлов, официальный адрес — Дальневосточный проспект, 53.

## История
Кладбище в Веселом Поселке для нужд захоронения возможных жертв вражеских бомбардировок и артиллерийских обстрелов было образовано в июле 1941 года. В 1941—1944 гг. на кладбище было похоронено около 50 тысяч ленинградцев, погибших во время блокады, и защитников города, умерших от ран. В 1949 году у братских могил был установлен обелиск, представляющий собой прямоугольную гранитную колонну с рельефным орнаментом, увенчанную урной. На одной из сторон пьедестала помещена мемориальная доска с надписью:

ЗДЕСЬ ЗАХОРОНЕНЫ ВОИНЫ

МИРНЫЕ ЖИТЕЛИ

ГЕРОИЧЕСКИ ЗАЩИЩАВШИЕ

ЛЕНИНГРАД

1941—1943 гг.

В 1975 году на этом месте было решено возвести мемориальный комплекс. Проект был утвержден в 1977 г. (архитекторы Д. С. Гольдгор, А. В. Аланнэ, А. П. Изотов, скульптор Л. Г. Могилевский), работы велись методом народной стройки. Мемориал был открыт в 1980 году.
6 мая 2025 года, к 80-летию Победы в Великой Отечественной войне, был зажжён вечный огонь — первый вечный огонь в Невском районе и пятый в Санкт-Петербурге.

## Описание
Мемориал раскрыт к Дальневосточному проспекту. Архитектурная часть ансамбля выполнена из светлых материалов — бетона и доломита, площадки и дорожки выложены серой плиткой. Кроме гранитной колонны с рельефным орнаментом и урной (1949 год), в композицию входят протяженная доломитовая стела (длина — 27 метров), ещё одна стела, надгробные плиты и бронзовой скульптуры сидящей девушки с венком на коленях. На основной стеле помещена композиция из бронзовых фигур летящих журавлей.

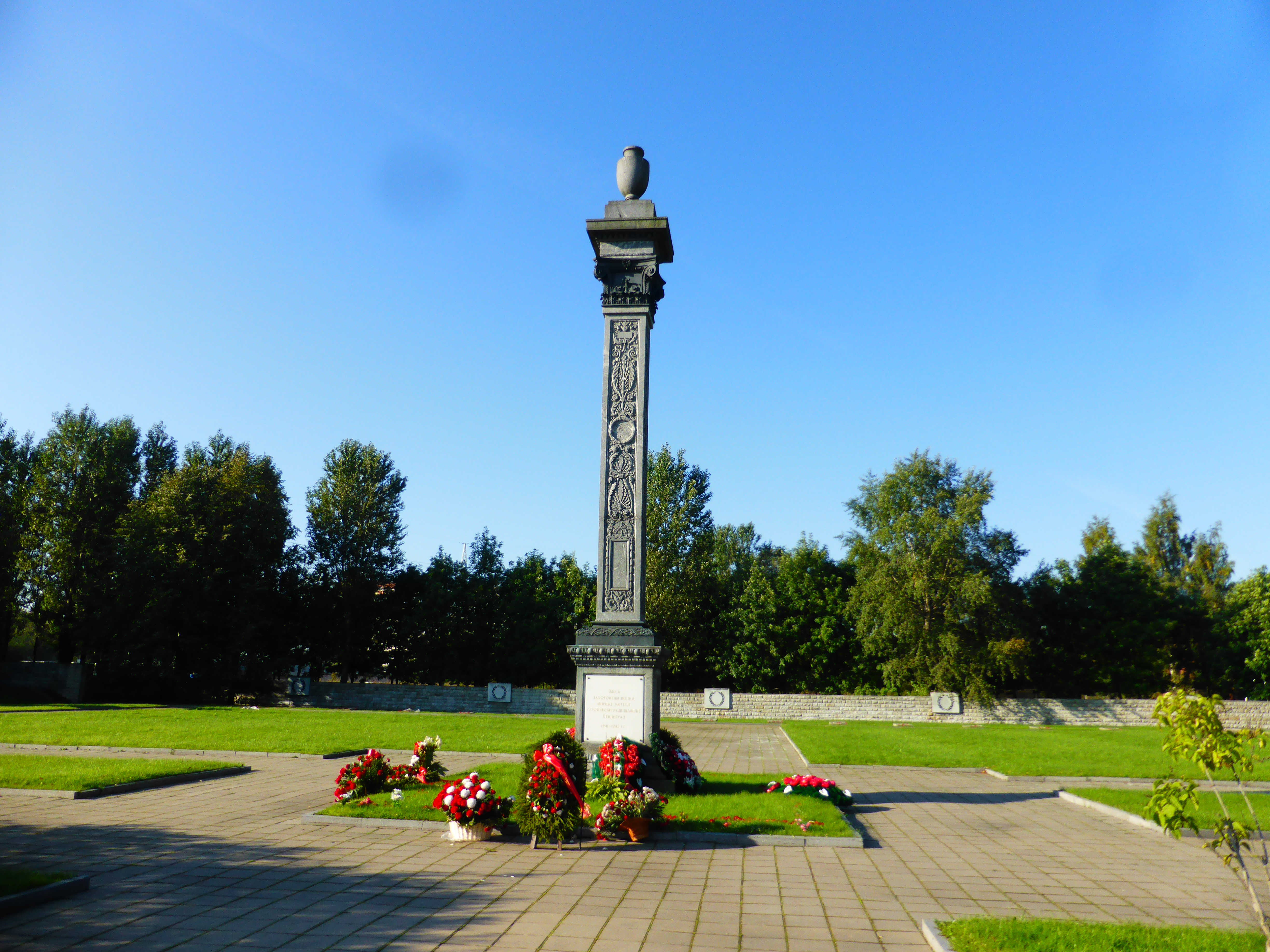
Гранитная колонна

Надпись накладными бронзовыми буквами на стеле с журавлями:

ПАМЯТЬ ПАВШИХ ГЕРОЕВ, ЗАЩИТНИКОВ ЖИЗНИ, СВЯЩЕННА, 

БУДЬ ДОСТОЙНЫМ ЕЁ СВЕТЛЫМ ПОДВИГОМ ЖИЗНИ СВОЕЙ. 

Надпись накладными бронзовыми буквами на стеле, установленной за колонной (строки ленинградского поэта М. А. Дудина):

ТВЁРЖЕ СТАЛИ 

И КАМНЯ БЫЛА ВАША СТОЙКОСТЬ 

ГЕРОИ СЛАВУ МУЖЕСТВА ВАШЕГО 

ГОРДЫЙ ХРАНИТ ЛЕНИНГРАД 

Также в границах мемориала находится могила Героя Советского Союза Н. А. Смирнова (1917—1965).